# Rabrovo, Vidin
Rabrovo (în bulgară Раброво, în română Rabova) este un sat în Obștina Boinița, Regiunea Vidin, Bulgaria. Aici are loc anual Festivalul Cântecului și Dansului Autentic Românesc de la Rabrovo.
Localitatea a fost locuită compact de românii din Timocul bulgăresc.

## Demografie
Componența etnică a satului Rabrovo
     Bulgari (57,84%)
     Nicio identificare (42,15%)
     Altele (0%)
La recensământul din 2011, populația satului Rabrovo era de 446 locuitori. Din punct de vedere etnic, majoritatea locuitorilor (57,84%) erau bulgari. Pentru 42,15% din locuitori nu este cunoscută apartenența etnică.